# قوسية الخلية برتقالية اللون
قوسية الخلية برتقالية اللون (الاسم العلمي: Arcicella aurantiaca) هي نوع من البكتيريا، سلبية الغرام، تتبع جنس قوسية الخلية.